# Federico Zuccari

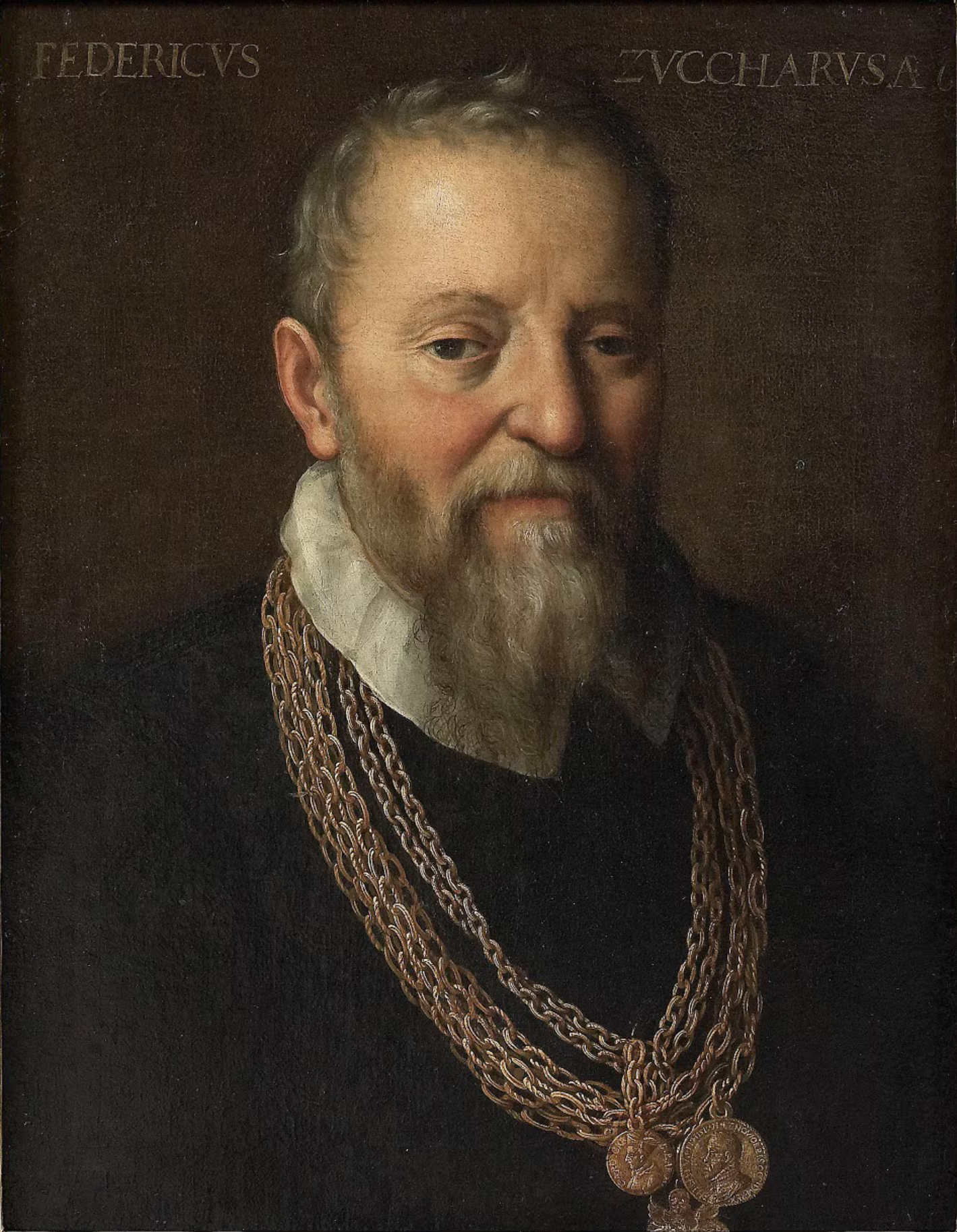
Fede Galizia: Bildnis des Federico Zuccari, 1604. Florenz, Uffizien

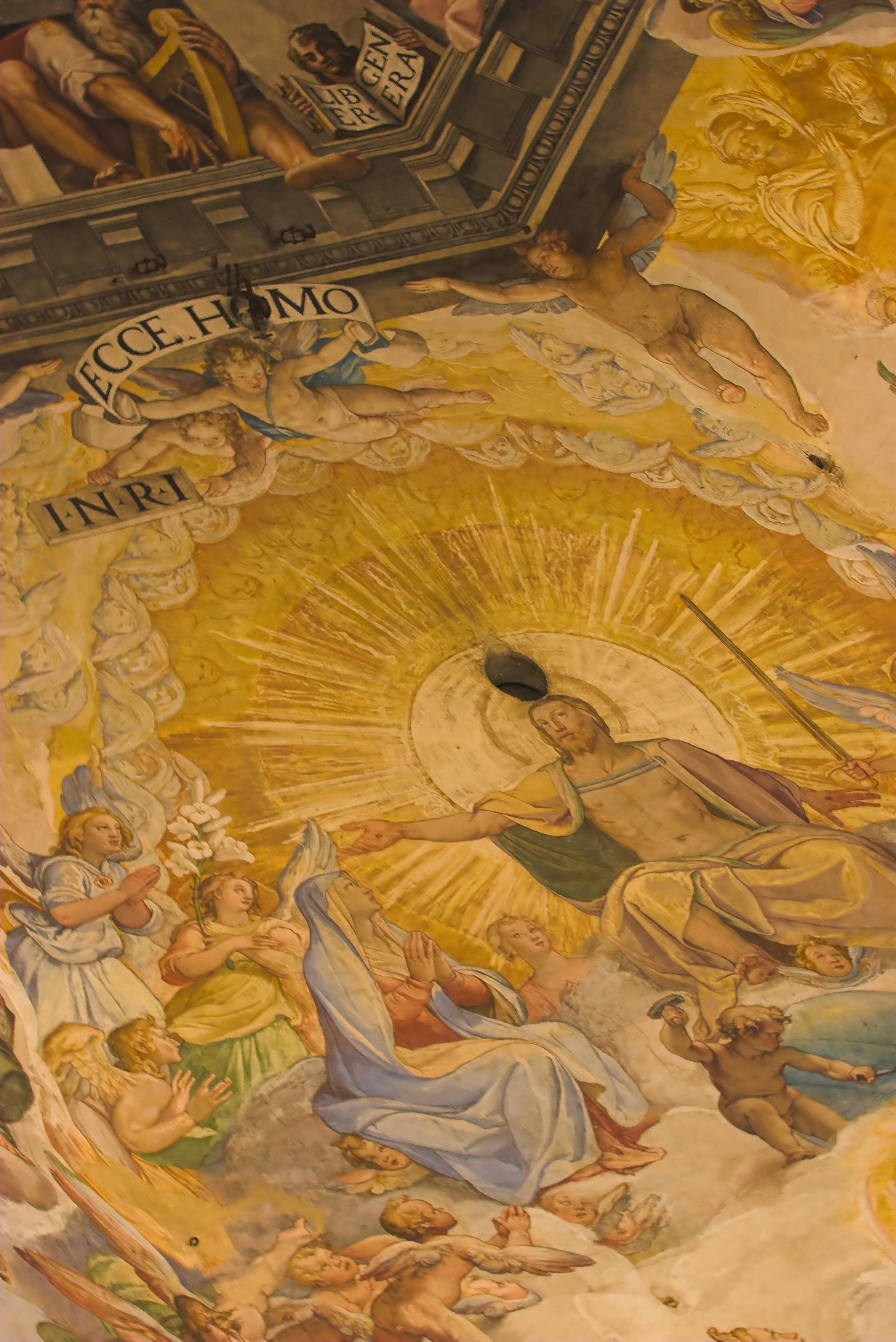
Das Jüngste Gericht (1572–1574). Detail der Fresken in der Kathedrale von Florenz

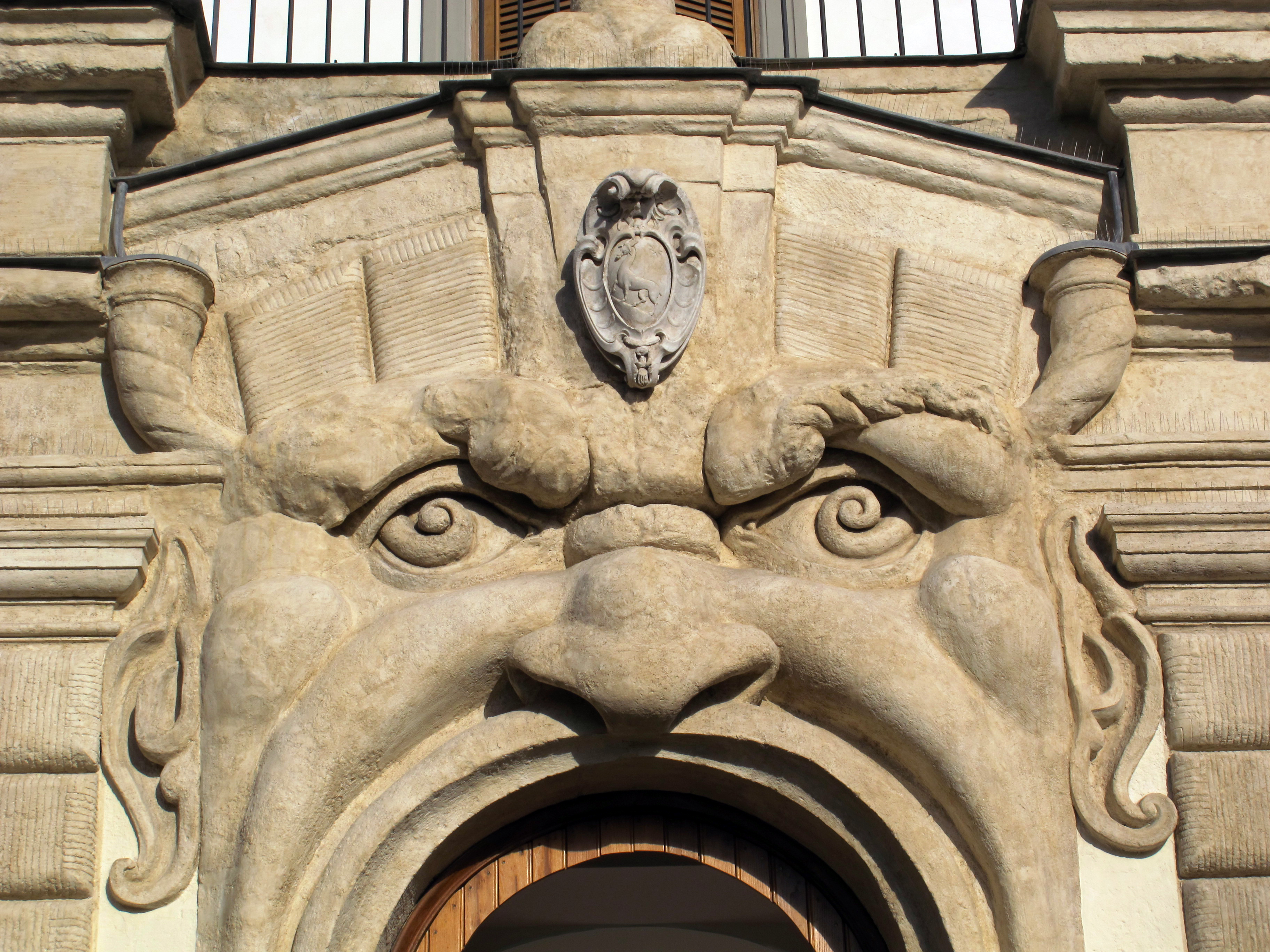

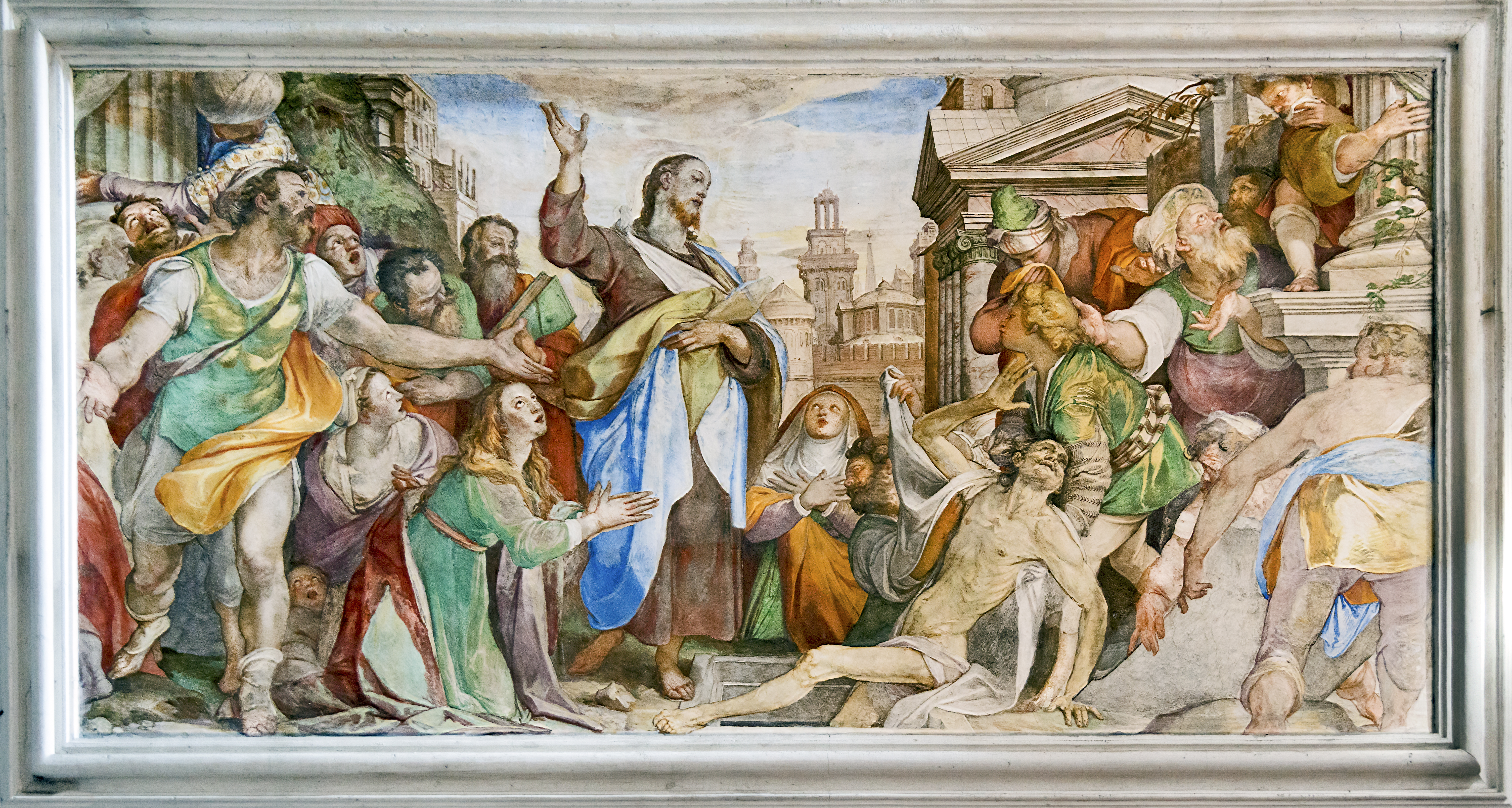
Auferweckung des Lazarus

Federico Zuccari oder Federico Zuccaro (* ca. 1540 in Sant’Angelo in Vado; † 1609 in Ancona) war ein italienischer Maler und Kunsttheoretiker des Manierismus.

## Leben und Werk
Federico war der jüngere Bruder des 1529 in Sant’Angelo geborenen Malers Taddeo Zuccari. Er war Schüler seines Bruders, später sein Mitarbeiter. Beide waren lange Zeit ihres Lebens in Rom tätig und haben dort gemeinsam Aufträge ausgeführt, unter anderem für die Orsini, die Farnese, z. B. für Papst Paul III. Farnese. Zwischen 1561 und 1565 hielt Federico Zuccari sich im Veneto und in Florenz auf. Der Großherzog der Toskana, Cosimo I., berief ihn an seinen Hof nach Florenz, um dort die von Giorgio Vasari begonnenen Ausmalung der Kuppel von Santa Maria del Fiore zu beenden. Nach dem Tod seines Bruders 1566 vollendete Zuccari dessen angefangene Werke im Palazzo Farnese in Caprarola und den Kirchen Santa Trinità dei Monti und San Marcello al Corso in Rom.
Wegen eines Racheaktes floh Zuccari 1574 nach London. Die nächsten sechs Jahre wirkte er hauptsächlich am englischen Hof als Porträtmaler. Seine bekanntesten Bilder aus dieser Zeit sind die Porträts der Königinnen Elisabeth I. und Maria Stuart.
Ab 1580 war er im Auftrag Papst Gregor XIII. an der Ausmalung der Cappella Paolina beteiligt, der kleineren Palastkapelle im Vatikan. 1581 wurde er im Zuge eines gegen ihn angestrengten Gerichtsverfahrens aus Rom verbannt und durfte erst zwei Jahre später wieder zurückkehren, um die Arbeiten an der Cappella Paolina zu vollenden. Um 1586 folgte er einem Ruf König Philipp II. nach Madrid, um dort an der Ausgestaltung des Escorial mitzuwirken. Bis auf wenige Ausnahmen waren dies Altarbilder und Fresken. Während des Aufenthalts in Spanien entstanden auch die Illustrationen zu Dantes Divina Commedia, die heute in den Uffizien aufbewahrt werden.
1591 begann Zuccari in der Via Gregoriana in Rom mit dem Bau eines Wohnhauses, dem Palazzo Zuccari, der jedoch zu seinen Lebzeiten nicht fertiggestellt wurde. Das Portal zum damaligen Garten des Palastes, ein Mascherone, hat die Gestalt eines Gesichts mit einem riesigen aufgerissenen Maul. Das Untergeschoss malte Zuccari mit Fresken aus.
Nach Rom zurückgekehrt, gründete er dort 1593 gemeinsam mit Federico Borromeo die Accademia di San Luca, in der junge Künstler nach Prinzipien unterrichtet wurden, die er in seinem Buch über Kunsttheorie später festgehalten hat. 1598 wurde er zum ersten Vorsteher der Akademie gewählt.
1604 wurde er zusammen mit Cesare Nebbia zum Fresko des Collegio Borromeo in Pavia berufen. Von 1605 bis 1607 war er für Carlo Emanuele I. von Savoyen in Turin tätig. Dort veröffentlichte er sein Buch Idea dei scultori, pittori ed architetti, in denen er seine von der Philosophie des Neuplatonismus geprägte Kunsttheorie entwickelt. In seinem Buch geht es um die Ursprünge und Prinzipien der Kunst. Künstlerische Inspiration und Vorstellungskraft sind göttliche Gaben, durch die es dem Künstler möglich wird, der Natur vergleichbare Dinge zu schaffen. Ideen, Vorstellungen und Werke des Künstlers durchlaufen Prozesse, die den Schöpfungen der Natur vergleichbar sind. Das disegno interno, die Idee des Kunstwerks, bedarf des disegno externo, der Realisierung durch den Künstler. Indem der Künstler kraft seiner inneren Vorstellungen eine neue Welt schafft, tritt er in einen Wettstreit mit der von Gott geschaffenen Natur.

## Casa und Palazzo Zuccari
Die Casa Zuccari in Florenz wird heute vom Kunsthistorischen Institut in Florenz benutzt, der Palazzo Zuccari in Rom von der Bibliotheca Hertziana, zwei kunsthistorische Forschungsinstitute, die zur Max-Planck-Gesellschaft gehören.

## Werke

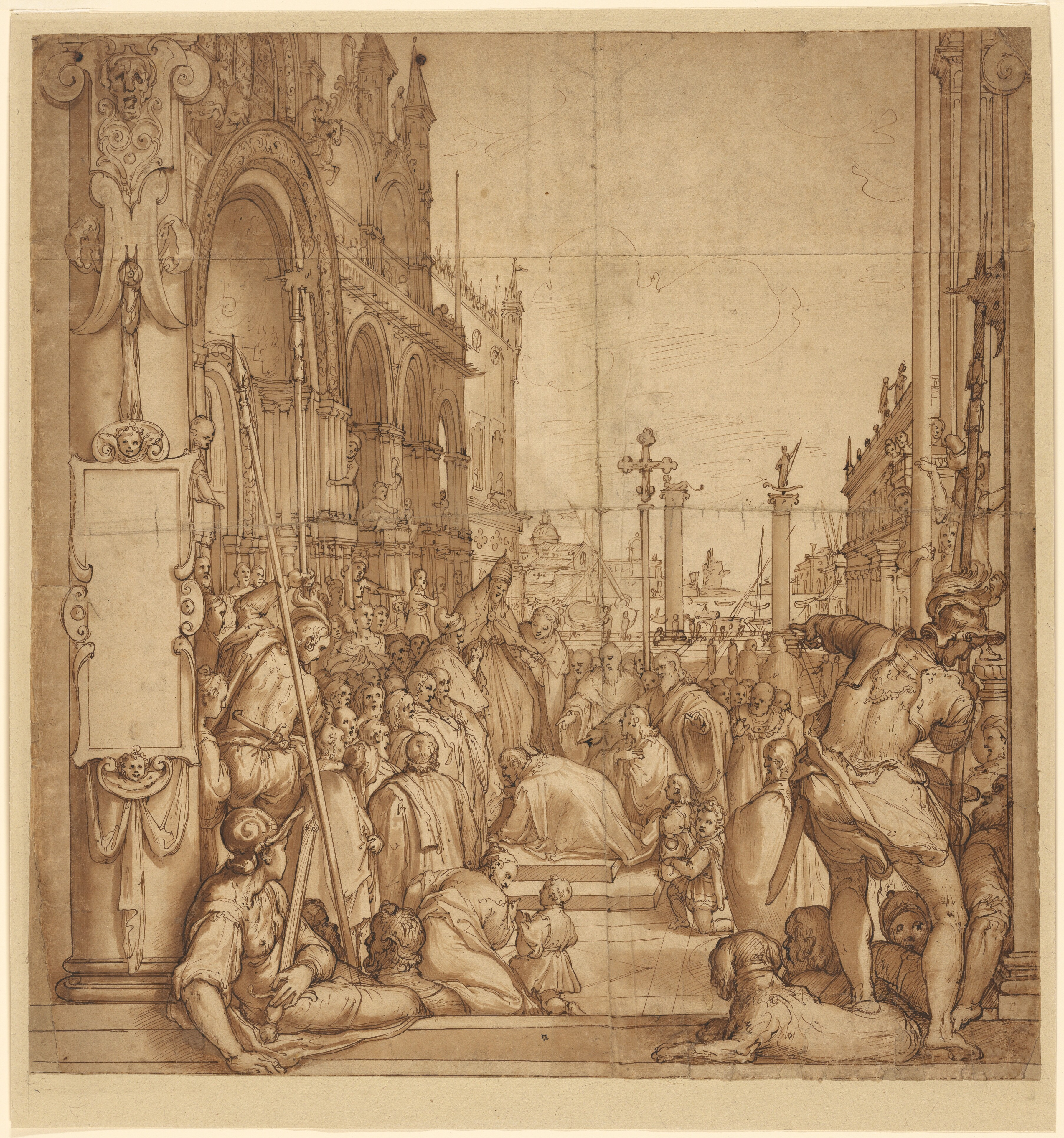
Kaiser Friedrich Barbarossa küsst Papst Alexander III. den Fuß

- Fresken in der Villa d’Este, Tivoli, zusammen mit Taddeo Zuccari
- Die Eroberung von Tunis, Fresko in der Sala Regia des Vatikans
- Deckengemälde in der Cappella Paolina, Vatikan
- Engelsturz, Deckengemälde in der Cappella Pius V., Vatikan
- Anbetung der Könige, 1564, San Francesco della Vigna, Venedig
- Tempelreinigung, 1571, Altarbild in Santa Caterina dei Funari, Rom
- Der Fußkuss des Dogen vor Papst Alexander III. in der Vorhalle von San Marco, Venedig
- Unterwerfung Barbarossas unter Papst Alexander III., um 1582, Sala del Maggior Consiglio, Dogenpalast, Venedig

## Schriften
- L'Idea de'scultori, pittori e architetti. Turin 1607.